# 曹㴱
曹㴱（1481年—1509年），字文淵，直隸徽州府歙縣（今安徽歙縣）人。明朝政治人物。

## 生平
治《礼记》，由府學生中式正德二年（1507年）應天府鄉試第四名舉人，正德三年（1508年）聯捷戊辰科會試第八十三名，第二甲第一百十五名進士。率同榜百餘人揭發劉瑾逆跡，上疏於朝，罰跪午門五日。四年授南京兵部主事。因照顾染疫的同乡好友汪以正，亦染疫疾，于是年十月一日卒于南京官舍，年二十九。

## 家族
曾祖曹宗仁，遇例冠帶。祖曹以能，封户部主事。父曹祥，宝庆知府。母汪氏，贈安人；继母周氏，封安人。具庆下，兄漢、海、澄、弟津、洙、江。